# Алыпов, Владимир Вениаминович
Влади́мир Вениами́нович Алы́пов (род. 10 октября 1956, Уни, Кировская область) — российский спортивный функционер, тренер-преподаватель по лыжным гонкам. С 1997 года занимает должность старшего тренера СДЮСШОР «Виктория», где подготовил многих известных спортсменов-лыжников, заслуженный тренер России. Мастер спорта по велосипедному спорту.

## Биография
Владимир Алыпов родился 10 октября 1956 года в посёлке городского типа Уни Унинского района Кировской области. Уже в возрасте семнадцати лет устроился работать монтёром радиосвязи на Пермский завод им. C. М. Кирова. В период 1974—1976 годов проходил срочную службу в Советской армии, после демобилизации возвратился в Пермь и трудоустроился в профкоме Научно-производственного объединения им. С. М. Кирова, работал веломехаником в спортивном клубе «Прикамье». Начиная с 1977 года являлся слесарем на производстве велосипедов Пермского машиностроительного завода имени Октябрьской революции, затем работал электромехаником на Уральском оптико-механическом заводе. При этом активно участвовал в соревнованиях по велоспорту, в 1979 году получил звание мастера спорта СССР по шоссейным велогонкам.
В 1984 году Алыпов окончил Свердловский сельскохозяйственный институт, где обучался на специальности инженера-механика, и занял должность главного агронома в совхозе «Златоустовский» в Свердловской области. Вскоре был назначен директором совхоза, внёс значительный вклад в популяризацию физической культуры на этом предприятии, по его инициативе и под его руководством состоялось строительство сельского стадиона для занятий физкультурой и спортом.
С 1988 года вновь проживает в Свердловске, работал агрономом подсобного хозяйства на Свердловском заводе электроавтоматики, в 1991 году получил должность начальника цеха предприятия. После распада Советского Союза в середине 1990-х годов возглавлял заводской спортивно-оздоровительный комплекс и позже был директором заводского детского оздоровительного лагеря, параллельно с этим тренировал начинающих спортсменов в Детско-юношеской спортивной школе в посёлке Белоярский. Также в течение некоторого времени занимал должность начальника отдела Медицинского центра проблем пола в Екатеринбурге.
В 1997 году Владимир Алыпов стал заместителем директора ДЮСШ № 1 Кировского района Екатеринбурга (ныне Специализированная детско-юношеская спортивная школа олимпийского резерва «Виктория»), а вскоре перешёл на должность старшего тренера-преподавателя по лыжным гонкам. За долгие годы тренерской деятельности подготовил многих талантливых спортсменов, в частности его сын Иван Алыпов стал довольно известным лыжником, бронзовый призёр зимних Олимпийских игр 2006 года в Турине в зачёте командного спринта. Его воспитанница Алёна Кауфман является многократной чемпионкой и призёром Паралимпийских игр в биатлоне и лыжных гонках. За их подготовку удостоен почётного звания «Заслуженный тренер России». Внёс значительный вклад в подготовку лыжных трасс Свердловской области, неоднократно выступал в качестве главного судьи проводимых спортивных мероприятий, организатор методической работы по повышению квалификации тренерско-преподавательского состава лыжного отделения, судейского корпуса школы.
Помимо лыжных гонок, начиная с 2008 года серьёзно занимался развитием отделения триатлона в спортивной школе, выступил с инициативой создания Федерации триатлона Екатеринбурга, участвовал в организации первых соревнований по этому виду спорта, а также соревнований в таких дисциплинах как акватлон и дуатлон. Его ученики Виктор Кузнецов и Артём Рожин вошли в состав сборной Свердловской области по триатлону и выиграл бронзовые медали в программе всероссийских первенств.

## Награды
- Почётный знак «За заслуги в развитии олимпийского движения в России» (2006).
- Почётные грамоты и медали[2].
- Медаль ордена «За заслуги перед Отечеством» II степени (19 ноября 2007) — за заслуги в развитии физической культуры и спорта и многолетнюю добросовестную работу[3].
- Медаль ордена «За заслуги перед Отечеством» I степени (5 декабря 2010) — за успешную подготовку спортсменов, добившихся высоких спортивных достижений на X Паралимпийских зимних играх 2010 года в городе Ванкувере (Канада)[4].